# Eddie Kramer
Pour les articles homonymes, voir Kramer.
Eddie Kramer est un célèbre ingénieur du son anglophone né en 1942 au Cap, en Afrique du Sud, ayant œuvré ensuite à Londres puis à New York à partir du début des années 60, et devenu  ensuite producteur de musique.
Il a notamment travaillé avec Jimi Hendrix, the Beatles, David Bowie, the Rolling Stones, Led Zeppelin, Eric Clapton, the Kinks, Kiss, John Mellencamp, Carlos Santana, Anthrax, Joe Cocker, Loudness, Peter Frampton, John Mayall, Ten Years After, Mott the Hoople, John Sebastian, Carly Simon, Dionne Warwick, Small Faces, Sir Lord Baltimore, Whitesnake ...

## Discographie sélective

### En tant que producteur
- 1969 - Jimi Hendrix - Live at Woodstock
- 1971 - Jimi Hendrix - The Cry of Love
- 1971 - Jimi Hendrix - Rainbow Bridge
- 1972 - Jimi Hendrix - War Heroes
- 1972 - Jimi Hendrix - Hendrix in the West (album live)
- 1975 - Kiss - Alive!
- 1976 - Kiss - Rock and Roll Over
- 1977 - Kiss - Love Gun
- 1977 - Kiss - Alive II
- 1978 - Ace Frehley - Ace Frehley
- 1979 - Twisted Sister - I'll Never Grow Up Now / Under the Blade (single)
- 1980 - Twisted Sister - Bad Boys (Of Rock & Roll) / Lady's Boy (single)
- 1986 - Raven - The Pack is Back
- 1987 - Anthrax - Among the Living
- 1987 - Ace Frehley - Frehley's Comet
- 1989 - Ace Frehley - Trouble Walkin'
- 1993 - Kiss - Alive III
- 1998 - Brian May - Another World
- 2007 - Lez Zeppelin - Lez Zeppelin (groupe hommage à Led Zeppelin)
- 2012 - Philip Sayce - Steamroller

### Autres contributions
- 1968 - Jimi Hendrix - Electric Ladyland (ingénieur du son)
- 1969 - Led Zeppelin - Led Zeppelin II (ingénieur du son)
- 1973 - Led Zeppelin - Houses of the Holy (ingénieur du son)
- 1974 - Led Zeppelin - Physical Graffiti (ingénieur du son)
- 1979 - AC/DC - Highway to Hell (pré-production, le groupe n'était pas satisfait et a choisi de le remplacer par Robert Lange)
- 2015 - Jimi Hendrix - Freedom ( Atlanta Pop Festival 1970 )